# Бистрянка південна
Бистрянка південна (Alburnoides fasciatus) — риба родини ялецеві роду бистрянка. Поширена в західному Закавказзі та в річках Туреччини, що впадають у Чорне море, на захід до Кизил-Ірмаку. Прісноводна бентопелагічна субтропічна риба.